# The Secret Fury
The Secret Fury (bra: Cada Vida... Seu Destino) é um filme noir estadunidense de 1950, dos gêneros mistério e suspense psicológico, dirigido por Mel Ferrer, estrelado por Claudette Colbert e Robert Ryan, e coestrelado por Jane Cowl e Paul Kelly. O roteiro de Lionel Houser foi baseado na história "The Wind Is Blind", de Jack R. Leonard e James O'Hanlon.
A trama retrata a história de uma mulher que, ao tentar se casar com o noivo, é acusada de bigamia por um homem desconhecido.
A produção marcou a estreia cinematográfica de Vivian Vance e seu marido na época, o ator teatral Philip Ober.

## Sinopse
Durante o de casamento da pianista clássica Ellen R. Ewing (Claudette Colbert) com seu noivo David McLean (Robert Ryan), um desconhecido interrompe a cerimônia, alegando que Ellen já é casada com um homem chamado Lucian Randall (Dave Barbour). Mesmo com Ellen negando veementemente, a pressão para provar sua inocência a leva à beira de um colapso, desencadeando eventos trágicos. A mulher enfrenta um novo desafio ao ser acusada do assassinato de uma pessoa ligada à situação, enquanto David, convicto de sua inocência, inicia uma jornada para desvendar a conspiração e compreender os motivos por trás dela.

## Elenco
- Claudette Colbert como Ellen R. Ewing
- Robert Ryan como David McLean
- Jane Cowl como Tia Clara Ewing
- Paul Kelly como Promotor Eric Lowell
- Philip Ober como Gregory Kent
- Elisabeth Risdon como Dr. Twining
- Doris Dudley como Pearl Collins
- Dave Barbour como Lucian Randall
- Vivian Vance como Leah, a empregada do hotel
- José Ferrer como José (não-creditado)

## Produção
O título de produção do filme foi "Blind Spot". Em julho de 1949, Ida Lupino foi anunciada como a possível estrela do filme. Em setembro de 1949, Claudette Colbert, que, ao lado de Jack H. Skirball, participava da Loring Theatre Corporation, concordou em estrelar o filme sob a condição de que Mel Ferrer fosse o diretor. Max Rabinowitsh dublou os solos de piano de Colbert.

## Recepção
Bosley Crowther, em sua crítica para o The New York Times, criticou fortemente o filme, especialmente o roteiro, escrevendo: "As coisas devem estar difíceis na indústria cinematográfica quando um elenco tão respeitável quanto o de The Secret Fury, agora na tela da Paramount, se entrega a um melodrama barato e sórdido como este da RKO. Claudette Colbert, Robert Ryan, Paul Kelly, Philip Ober, Jane Cowl e até José Ferrer em um papel pequeno são os principais intérpretes que gastam mais energia física do que inteligência nesta história absurdamente ininteligível ... Atribuir qualquer culpa aos artistas pelo absurdo que ocorre na tela seria uma injustiça óbvia".